# Ачера (Перуђа)
Ачера (итал. Acera) је насеље у Италији у округу Перуђа, региону Умбрија.
Према процени из 2011. у насељу је живело 19 становника. Насеље се налази на надморској висини од 966 м.